# Sammellinse

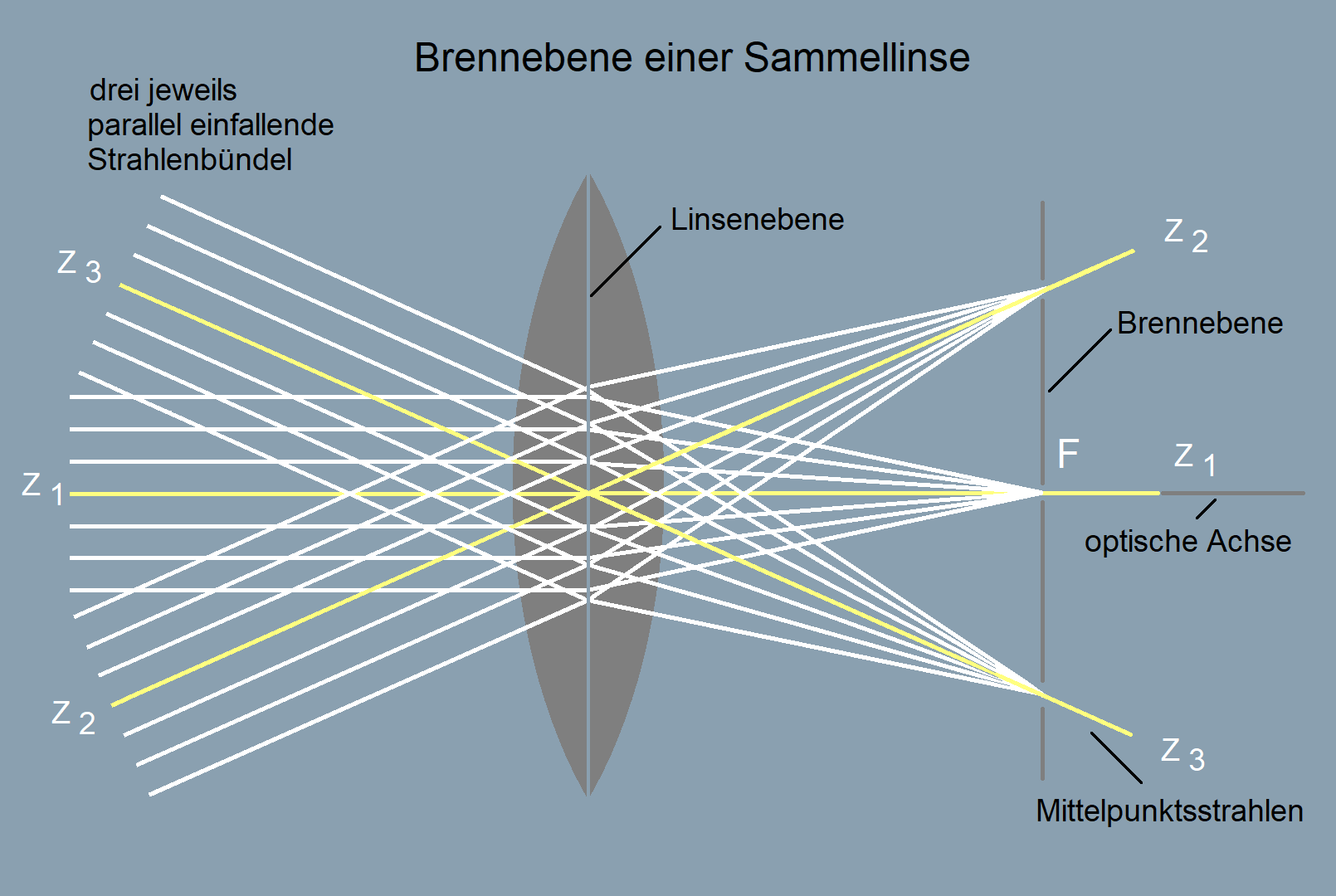
Drei Strahlenbündel, die auf die Brennebene fokussiert werden.
Die Mittelpunktsstrahlen gehen ungebrochen durch die Linse.

Bildentstehung bei einer Sammellinse. Berechnung mit der Linsengleichung.

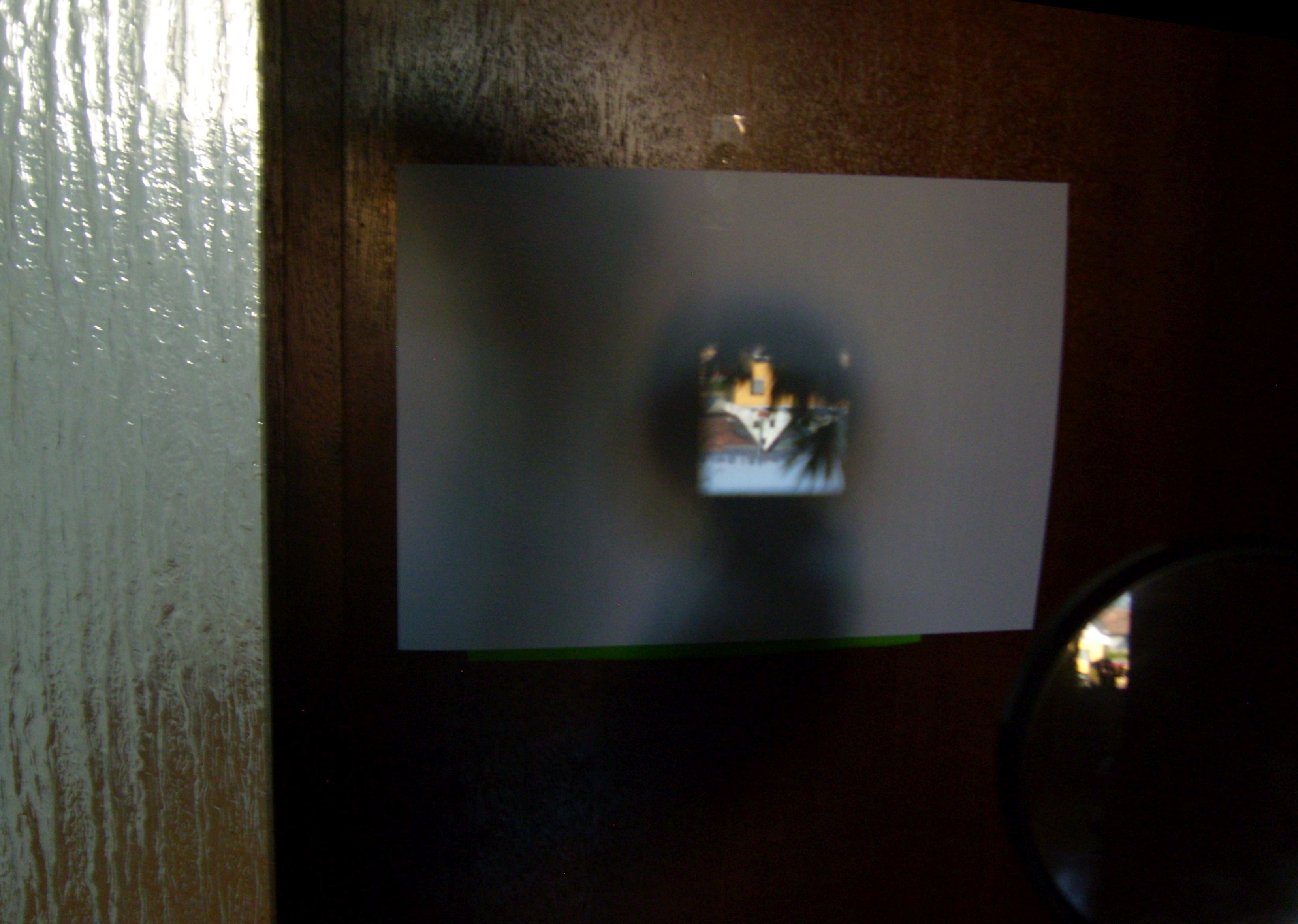
Das Bild eines Fensters im Rauminneren unter einer Sammellinse (Lupe). Weit entfernte Gegenstände (hier: die Häuser) werden scharf, wenn sich die Linse im Abstand ihrer Brennweite von der Projektionsfläche befindet. Starke Linsen erzeugen kleine Bilder.

Eine Sammellinse, im Allgemeinen und insbesondere für die Anwendung im sichtbaren Wellenlängenbereich auch Kollimator-, Konvex- oder Positivlinse genannt, ist eine sphärisch geschliffene Linse mit positiver Brechkraft. Parallel einfallendes Licht wird in ihrer Brennebene gesammelt. Speziell wird parallel zur optischen Achse eingestrahltes Licht im Brennpunkt fokussiert.
Für Röntgenoptiken, wo Materialien eine negative Brechkraft aufweisen, haben konkave Linsen die Eigenschaft einer Sammellinse.
Die Sammellinse macht aus einem parallelen Lichtstrahlenbündel ein konvergentes, wodurch sie ein reelles Abbild der Umgebung erzeugt.
Linsen sind das wichtigste Bauelement optischer Systeme (Verwendung s. u.). Von einfachen Glaslinsen wird das Licht unterschiedlicher Wellenlängen verschieden stark gebrochen, wodurch sich Abbildungsfehler ergeben. Durch Kombination mit Linsen anderer Brechkraft kann diese chromatische Aberration ausgeglichen werden.
Zur Verbesserung der Transmission und Verhinderung von Reflexionen erhalten die Linsen oft eine Antireflexbeschichtung (Vergütung bzw. Entspiegelung).
Wegen ihrer fouriertransformierenden Eigenschaften wird die Sammellinse auch als Fourierlinse bezeichnet.

## Verwendung
- Vergrößerungsglas (Lupe)
- Brille gegen Weitsichtigkeit

Linsenarten

- einfaches Fotoobjektiv bzw. Bestandteil von Fotoobjektiven
- einfaches Fernrohrobjektiv bzw. Bestandteil von Fernrohrobjektiven
- Bestandteil von Mikroskopen
- Okulare
- Fresnel-Linse in Leuchttürmen und Tageslichtprojektoren

Sammellinsen können in drei Formen gegossen bzw. geschliffen sein:
- bikonvex (beidseits nach außen gewölbt)
- plankonvex (eine Seite plan, die andere nach außen gewölbt, z. B. bei Kartenlupen)
- konkav-konvex (eine Seite nach innen, die andere nach außen gewölbt).

Letztere werden auch Meniskuslinsen (Menisken) genannt und für die meisten Brillen verwendet. Als Sammellinse haben sie einen Querschnitt ähnlich einer Mondsichel, wobei die konvexe Seite stärker gewölbt ist als die konkave (umgekehrt wäre es eine Zerstreuungslinse). Sie werden oft in mehrlinsigen Fotoobjektiven und in zusammengesetzten Okularen verwendet, z. B. bei den Mittenzwey- und Weitwinkelokularen.